# Cando
Cando [ˈkænduː] är administrativ huvudort i Towner County i North Dakota. Ortnamnet kommer från engelskans uttryck "can do" ("kan göra"). Enligt 2020 års folkräkning hade Cando 1 117 invånare.

## Kända personer från Cando
- Dick Armey, politiker